# Helge Halkjær
Helge Halkjær (født 20. december 1916 i Thorning, død 14. februar 1996 i Kolding) var en dansk eliteroer, der deltog i OL 1948 i London.

## Rokarriere
Halkjær roede sammen med Axel Bonde Hansen, Helge Schrøder og Ib Larsen i firer uden styrmand for Horsens Roklub, og skønt de ikke var danske mestre, kom de med til OL i London, da mestrene fra Køge Roklub stillede op i firer med styrmand. Ved OL blev båden slået af Italien i det indledende heat og måtte igennem et opsamlingsheat, hvor en sejr gav plads i semifinalen. Danskerne var i heat med Storbritannien, og det blev et tæt løb, som danskerne vandt, måske fordi briterne ramte en bøje undervejs. I finalen var den danske kvartet oppe mod italienerne og en amerikansk båd. Italienerne tog hurtigt spidsen, mens danskerne kæmpede i det urolige vand med at holde retningen. Da det endelig lykkedes at få en stabil retning, var det umuligt at hente italienerne, der vandt med omkring en bådlængde. Amerikanerne var nogenlunde lige så langt bagefter  på tredjepladsen.
Året efter vandt de fire Horsens-roere danmarksmesterskabet i firer uden styrmand.